# Tropariowo
Tropariowo (ros. Тропарёво – Tropariowo) – stacja metra w Moskwie, na linii Sokolniczeskiej. Stacja została otwarta 8 grudnia 2014.